# CrowdStrike
CrowdStrike Holdings, Inc. is een Amerikaans computerbeveiligingsbedrijf. Het werd opgericht in 2011 door George Kurtz, Dmitri Alperovitch en Gregg Marston. Het hoofdkantoor is gevestigd in Austin, Texas.
CrowdStrike biedt diensten aan tegen onder meer datalekken, ransomware en cyberaanvallen.

## Incidenten
Op 19 juli 2024 leidde een fout in de CrowdStrike-beveilingssoftware tot een wereldwijde uitval van Windows-computers, vooral bij grote bedrijven. Als gevolg van een fout met een software-update bleven de computers steeds opnieuw starten en vertoonden BSOD-schermen. Zo kwamen vliegvelden, ziekenhuizen en vele andere bedrijven hierdoor in de problemen.
Directeur George Kurtz bood excuses aan voor het incident en gaf aan dat er een oplossing voorhanden was. Het aandeel CrowdStrike zakte die dag ruim 12 procent op de beurzen in New York.